# Biblioteca Municipal de Salou
La Biblioteca Municipal de Salou és una obra de Salou (Tarragonès) inclosa a l'Inventari del Patrimoni Arquitectònic de Catalunya.

## Descripció
Edifici construït amb murs pantalla i lloses de formigó, tot adoptant la forma d'una llosa contínua de formigó que es plega en totes direccions i que, a més, queda apuntalada per uns peus metàl·lics en els punts on no se sosté per si mateixa. Pel que fa a la il·luminació, aquesta ve determinada per obertures formades entre els plecs dels murs, que deixen passar la llum natural a l'interior. La resta de tancaments estan resolts mitjançant paraments de vidre i fusta. Murs, arbrat i paviments delimiten exteriorment una zona oberta al públic; altres zones, en canvi, es troben més tancades i depenen de la biblioteca.
L'immoble té dues plantes, amb els serveis i l'arxiu situats en un extrem, a prop de l'entrada. A la planta baixa es troben les sales de lectura i la recepció, juntament amb l'hemeroteca, l'arxiu, zones de treball, el magatzem i els serveis. Les zones de lectura infantils s'obren a la pineda, mentre que les dels adults envolten el pati interior dels xops. A la primera planta hi ha un altre arxiu, serveis, zona administrativa i dues sales destinades a videoteca, treball individual i petits actes. Aquestes últimes sales donen a una terrassa, que està protegida per una coberta.
Aquest edifici es troba determinat per les característiques del solar. Es tracta d'una pineda amb poc espai disponible per a l'immoble i, a més, l'ombra dels pins genera un espai ombrívol. Aquest ambient exterior s'ha volgut mantenir a l'interior de la construcció, de manera que des de l'interior es pot veure el jardí com si es tractés d'una sala més.